# Klemens Gsell

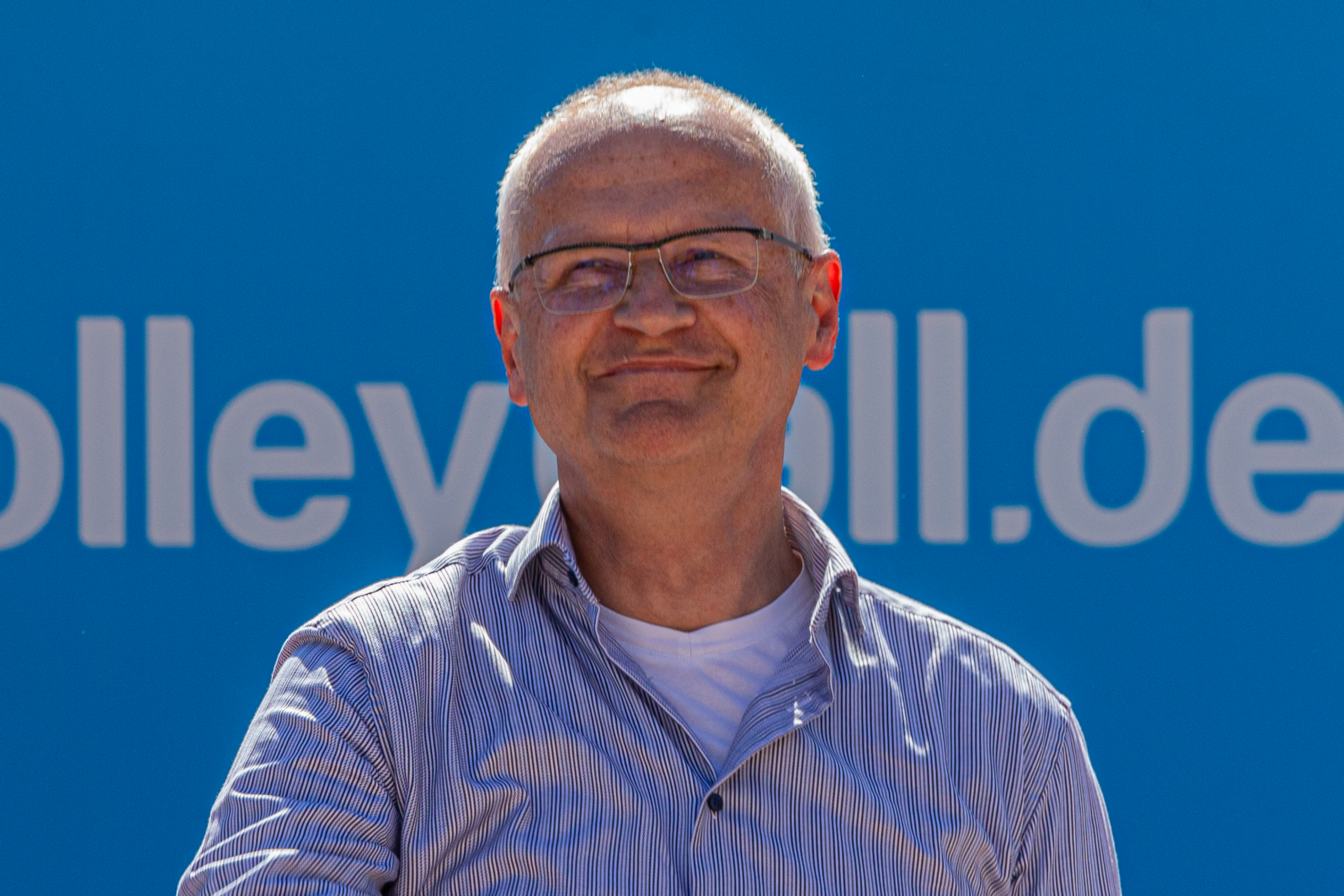
Klemens Gsell 2019

Klemens Gsell (* 19. Juni 1961 in Nürnberg) war von 2003 bis 2020 dritter Bürgermeister der Stadt Nürnberg.

## Berufliche Laufbahn
Nach dem Abitur am Neuen Gymnasium studierte er Jura an der Friedrich-Alexander-Universität Erlangen. Das Studium schloss er mit Promotion ab. Nach seiner Anwaltstätigkeit bewarb er sich bei der Bayerischen Finanzverwaltung als Betriebsprüfer und Referent an der Oberfinanzdirektion. Ab 2001 war er Richter am Finanzgericht.

## Politische Laufbahn
Während seiner Gymnasialzeit war er Schülersprecher und unter anderem in der Schüler Union tätig. In der Jungen Union stieg er in Nürnberg bis zum Stadtvorsitzenden auf. In der CSU übte er verschiedene Ämter aus. Lange Zeit war er Vorsitzender des Ortsverbandes Fischbach. Aktuell ist er stellvertretender Bezirksvorsitzender.
1990 wurde erstmals Mitglied des Nürnberger Stadtrats und umweltpolitischer Sprecher der CSU-Stadtratsfraktion. Nach den Wahlen 1996 wurde er zum Fraktionsvorsitzenden gewählt. Am 4. Juni 2003 wählten ihn CSU und SPD zum zweiten weiteren Bürgermeister hinter Oberbürgermeister Ulrich Maly. Dieses Amt übte er von Oktober 2003 bis April 2008 mit dem Geschäftsbereich Umwelt aus. Als Umweltbürgermeister lagen seine Schwerpunkte bei Sauberkeit, Energiekompetenz und Klimaschutz, sowie der Integration der Bahnflächen in das städtische Biotopnetz.
Zu seinen politischen Anliegen gehört die Schaffung eines „ökologischen Mietenspiegels“. Dabei soll dem Vermieter die Möglichkeit gegeben werden, die Kaltmiete anzuheben, wenn er erfolgreich die Nebenkosten durch Energiesanierung und Emissionsreduzierung gesenkt hat. Auch möchte er für die Stadtverwaltung schadstoffarme Dienstautos anschaffen. Bei der Umwidmung frei werdender Flächen der Deutschen Bahn ist es ihm wichtig, den Biotopverbund zu erhalten.
2008 kandidierte Klemens Gsell für das Amt des Nürnberger Oberbürgermeisters, musste sich jedoch mit 27,4 % dem amtierenden Oberbürgermeister Maly geschlagen geben. Dieser errang 64,3 %.
Seit Mai 2008 war Klemens Gsell erneut als zweiter weiterer Bürgermeister im Amt, inzwischen jedoch mit dem Geschäftsbereich Schule.
Diese Amtszeit als Bürgermeister endete zum 30. April 2020.
Klemens Gsell ist verheiratet und hat drei Kinder. Er lebt im Nürnberger Stadtteil Moorenbrunn.
Er ist seit 1980 Mitglied der katholischen Studentenverbindung K.D.St.V. Gothia Erlangen.